# 東海面
東海面（トンヘめん、ハングル：동해면）は、大韓民国慶尚北道浦項市南区の面の一つ。迎日湾沿いに位置し、同市内の虎尾串面、九龍浦邑、長鬐面、烏川面、青林洞に隣接する。
域内には浦項空港があり、観光地としては都邱海水浴場、『三国遺事』の「延烏郎と細烏女」伝説に因んだ日月池、日月祠堂が、また発山里には天然記念物第371号のモクゲンジの群落地とシロヤマブキの群落地があり、都邱里は独立運動家であった詩人李陸史が1938年に「青葡萄」という詩を作った場所である。

## 行政区画
14法定里、28行政里からなる。面事務所の所在地は都邱2里648-2番地。
- 孔堂里 - 공당리【孔堂里】（コンダンニ）
- 金光里 - 금광리【金光里】（クムグァンニ）
- 都邱里 - 도구리【都邱里】（トグリ）
- 馬山里 - 마산리【馬山里】（マサンニ）
- 発山里 - 발산리【發山里】（パルサンニ）
- 上政里 - 상정리【上政里】（サンジョンニ）
- 石里 - 석리【石里】（ソンニ）
- 新亭里 - 신정리【新亭里】（シンジョンニ）
- 薬田里 - 약전리【藥田里】（ヤクチョンニ）
- 林谷里 - 임곡리【林谷里】（イムゴンニ）
- 立岩里 - 입암리【立岩里】（イバムニ）
- 中山里 - 중산리【中山里】（チュンサンニ）
- 中興里 - 중흥리【中興里】（チュンフンニ）
- 興串里 - 흥환리【興串里】（フンファンニ）

## 歴史
三韓時代は辰韓12国の中の勤耆国の領域だった。
三国時代には新羅の斤烏支県、または烏良友とも呼ばれた。 
統一新羅時代の景徳王16年（757年）、臨汀県となり、義昌郡（のち興海郡)の領県。
高麗時代の太祖13年（930年）に迎日県と変わり、顕宗9年（1018年）に慶尚道の慶州大都護府に内属した。
李氏朝鮮時代には迎日県（または延日県とも）は慶州府に属し、1765年時点では邑内・夫山・駅・古県・南・旧邑・西・北の8面に分かれていて、当地は夫山面に相当する。
夫山面は、1789年で世界院・日光・薬田・亭泉・中・造士津・林谷・白徳・立巌・馬山・蓮花・下波谷・稷串・オ山・大冬背・甫川・鼎足の17里、
1832年で世界院・細谷・井川・中・都丘・上興・下興・皮串・余仕・争川・薬田・林谷・白徳・立岩・馬山・大冬背・居士・甫川の18里、
1871年で世界・新興・日光・都丘・立石・薬田・中・廉亭・亭泉・金光・造士・猪洞・林谷・興徳・立岩・馬山・蓮花・上興・下興・稷串・鰲山・余士・居士・鼎足・争川・九万・甫川の27里と変遷した。
1895年5月26日、全国23府制および336郡制実施により迎日県は迎日郡に変更され東萊府に属し、東面・北面・邑内面・西面・北面・古県面・日月面・東海面の8面102里となった。当地は東海面にあたり、都邱・立石・薬田・猪洞・造士・林谷・興徳・立岩・馬山・上興・稷串・鰲山・余士・大冬背・争川・九万・鼎足の17里があった。
1896年8月4日には、十三道制実施で延日郡は慶尚北道の管轄となった。
日本統治時代に入った1910年10月1日の時点で延日郡は8面104里。
東海面は都邱・立石・薬田・石洞・造士・林谷・興徳・立岩・馬山・上興・下興・稷串・発山・余士・大冬背・争川・九万・甫川洞の18里。
1914年3月1日に興海郡・迎日郡・長鬐郡・清河郡が迎日郡へと統廃合され、迎日郡東海面となった。
同年8月5日の里洞名称と区域の変更では東海面は里洞の数を19から10へ減少させた。すなわち都邱里・立石里から都邱洞、造士里・林谷里から林谷洞、興徳里・立岩里から立岩洞、発山里・余士里から発山洞、上興里・稷串里・下興里および滄洲面中興洞から興串洞、大冬背里・争川里から大冬背洞、九万里・甫川洞里から九万洞へと統合され、薬田洞と馬山洞はそのまま里から洞へ、 石洞里は石洞と変更された。
1942年10月1日、滄洲面が九龍浦邑に昇格する際に滄洲面の孔堂洞・上政洞・中山洞・中興洞が東海面へ編入され、東海面の九万洞が九龍浦邑へ編入された。
独立後の1973年7月1日、烏川面の日月洞・金光洞・新亭洞を東海面へ編入されて16法定洞・31行政洞となった。
1983年2月15日、東海面日月洞が浦項市へ編入されて15法定洞・30行政洞。 
1986年4月1日、大甫出張所が大甫面へと昇格の際、東海面の大冬背洞が大甫面へ編入されて14法定洞・28行政洞。
1988年5月7日、洞が里に統一改定。
1995年6月21日、東海面金光里の一部を長鬐面井泉里へ編入し、現在に至る